# Ksiloglukan-specifična ekso-beta-1,4-glukanaza
Ksiloglukan-specifična ekso-beta-1,4-glukanaza (EC 3.2.1.155, Cel74A) je enzim sa sistematskim imenom ((1->6)-alfa-D-ksilo)-(1->4)-beta-D-glukan ekso-glukohidrolaza. Ovaj enzim katalizuje sledeću hemijsku reakciju
hidroliza (1->4)-D-glukozidnih veza u ksiloglukanima tako da se sukcesivno uklanjaju oligosaharidi sa kraja lanca
Ovaj enzim uklanja XXXG heptasaharide, XXLG/XLXG oktasaharide i XLLG nonasaharide sa kraja ksiloglukanskih polimera tamarindnog semena.

## Literatura
- Nicholas C. Price; Lewis Stevens (1999). Fundamentals of Enzymology: The Cell and Molecular Biology of Catalytic Proteins (Third изд.). USA: Oxford University Press. ISBN 019850229X.
- Eric J. Toone (2006). Advances in Enzymology and Related Areas of Molecular Biology, Protein Evolution (Volume 75 изд.). Wiley-Interscience. ISBN 0471205036.
- Branden C; Tooze J. Introduction to Protein Structure. New York, NY: Garland Publishing. ISBN 0-8153-2305-0.
- Irwin H. Segel. Enzyme Kinetics: Behavior and Analysis of Rapid Equilibrium and Steady-State Enzyme Systems (Book 44 изд.). Wiley Classics Library. ISBN 0471303097.

## Spoljašnje veze
- Xyloglucan-specific+exo-beta-1,4-glucanase на 